# Acanthochitona lineata
Acanthochitona lineata är en blötdjursart som beskrevs av Israel Lyons 1988. Acanthochitona lineata ingår i släktet Acanthochitona och familjen Acanthochitonidae. Inga underarter finns listade i Catalogue of Life.